# Gabriel Delmotte
Pour les articles homonymes, voir Delmotte.
Gabriel Delmotte, né le 5 février 1876 à Masnières (Nord), et décédé le 10 mars 1950 dans la même ville, est un ingénieur, astronome et homme politique français.

## Biographie
Gabriel Delmotte est un ingénieur des arts et manufactures (Centrale Paris, Promotion 1898). Gabriel Delmotte est industriel à Masnières où il possède une fabrique d'aliments et de tourteaux mélassés pour le bétail. Son usine est entièrement détruite durant la Première Guerre mondiale.
Gabriel Delmotte est juge au tribunal de commerce de Cambrai. Il devient maire de Masnières le 15 mai 1912 et assume cette fonction jusqu'au 13 août 1941. Il est élu député de la 1re circonscription de Cambrai comme candidat d'Union Nationale tout en étant membre du Parti Républicain du Nord avant de s'inscrire au groupe de Gauche radicale.
En 1930, il dépose un projet de loi autorisant la réalisation immédiate de certains travaux tendant au perfectionnement de l'outillage national et dépose un amendement concernant l'observatoire de Paris. Il est passionné d'astronomie et possède une lunette astronomique avec laquelle il étudie l'espace et notamment la Lune. Il se consacre à ses recherches en astronomie et en sélénographie, ainsi qu'à ses activités à l'école de dessin de Cambrai.
Gabriel Delmotte est membre de la Société astronomique de France, président de l'Association Astronomique du Nord et de la Société royale royale belge d'astronomie. Il collabore avec les astronomes Félix Chemla Lamèch, Maurice Darney et Arthur Pierot.
En 1923, il publie "Recherches sélénographiques et nouvelle théorie des cirques lunaires"
Un cratère lunaire est nommé Delmotte en 1935 par l'Union astronomique internationale en son honneur.